# Dystrykt Namwala
Dystrykt Namwala – dystrykt w południowej Zambii w Prowincji Południowej. W 2000 roku liczył 82 810 mieszkańców (z czego 48,89% stanowili mężczyźni) i obejmował 12 075 gospodarstw domowych. Siedzibą administracyjną dystryktu jest Namwala.